# Garfield & His Nine Lives
Garfield & His Nine Lives is een Nintendo Game Boy Advance videospel over de stripkat Garfield. Het spel is gebaseerd het gelijknamige boek en de daarop gebaseerde tv-special. In het spel heeft Garfield echter negen heel andere levens dan in het boek en de tv-special.

## Verhaal
Na veel te hebben gegeten bereid Garfield zich voor op een lang dutje. Maar het vele eten eist zijn tol, want nauwelijks is hij in slaap gevallen of hij krijgt allerlei rare dromen. Elke droom vreemder dan de ander. In de dromen herbeleeft Garfield zijn vorige levens. De speler moet Garfield veilig door elk van deze negen levens heen helpen.

## Speelwijze
Garfield & His Nine Lives is qua opbouw hetzelfde als The Search for Pooky, maar met een paar verschillen. In elk level heeft Garfield een bepaalde opdracht of doel die hij moet volbrengen om het level te beëindigen, zoals gevangen dieren bevrijden en Nermal uit een boom helpen. Ook moet Garfield in elk level een eindbaas bevechten.
Levels bevatten vaak geheime ruimtes die Garfield kan betreden door op de grond te slaan of door een deur te lopen.

## Levels
- Arbuckle Farm
- Haunted House
- The Circus
- Spiders In The Sewers
- Up A Tree
- Alley Cat
- Obedience Class
- Dr. Dupes And The Odie Clones
- Kitchen Cat-Astrophe

## Eindbazen
- The Circus Bear
- Harvey The Neighbor Hood Bully
- The Evil Fridge

## Voorwerpen
- Lasagne – Hersteld gezondheid
- Garfield Hoofd - Extra Leven
- Voedsel
- Pooky – In elk level is een Pooky verstopt.
- Eieren - Garfield moet 10 eieren verzamelen in het eerste level.